# Daytona International Speedway
Il Daytona International Speedway è un circuito motoristico situato a Daytona Beach, in Florida. È lungo 2,5 miglia (4 km) nella disposizione tri-ovale ed ha una capienza di 168.000 spettatori. È teatro di diversi tipi di gare motoristiche, incluse quelle di auto, di stock car,  di pick-up modificati, di kart e di motociclette (su strada e off road). L'impianto include anche un circuito stradale di 3,56 miglia (5,7 km) e una vasta area di 180 acri (73 ha) che comprende il Lake Lloyd, uno specchio d'acqua di 29 acri (12 ha) che ospita gare di powerboat. È utilizzato inoltre per il raduno annuale di esposizione e scambio di automobili Thanksgiving street rod, uno dei più grandi del genere. Anche altre gare possono essere ospitate, data la possibilità di utilizzare differenti configurazioni del circuito.
Sin dalla sua apertura nel 1959 è la sede della Daytona 500, la gara più prestigiosa della NASCAR nonché l'evento di apertura della stagione. L'impianto ospita anche la gara più celebre del campionato IMSA, la 24 Ore di Daytona.

## Storia della pista

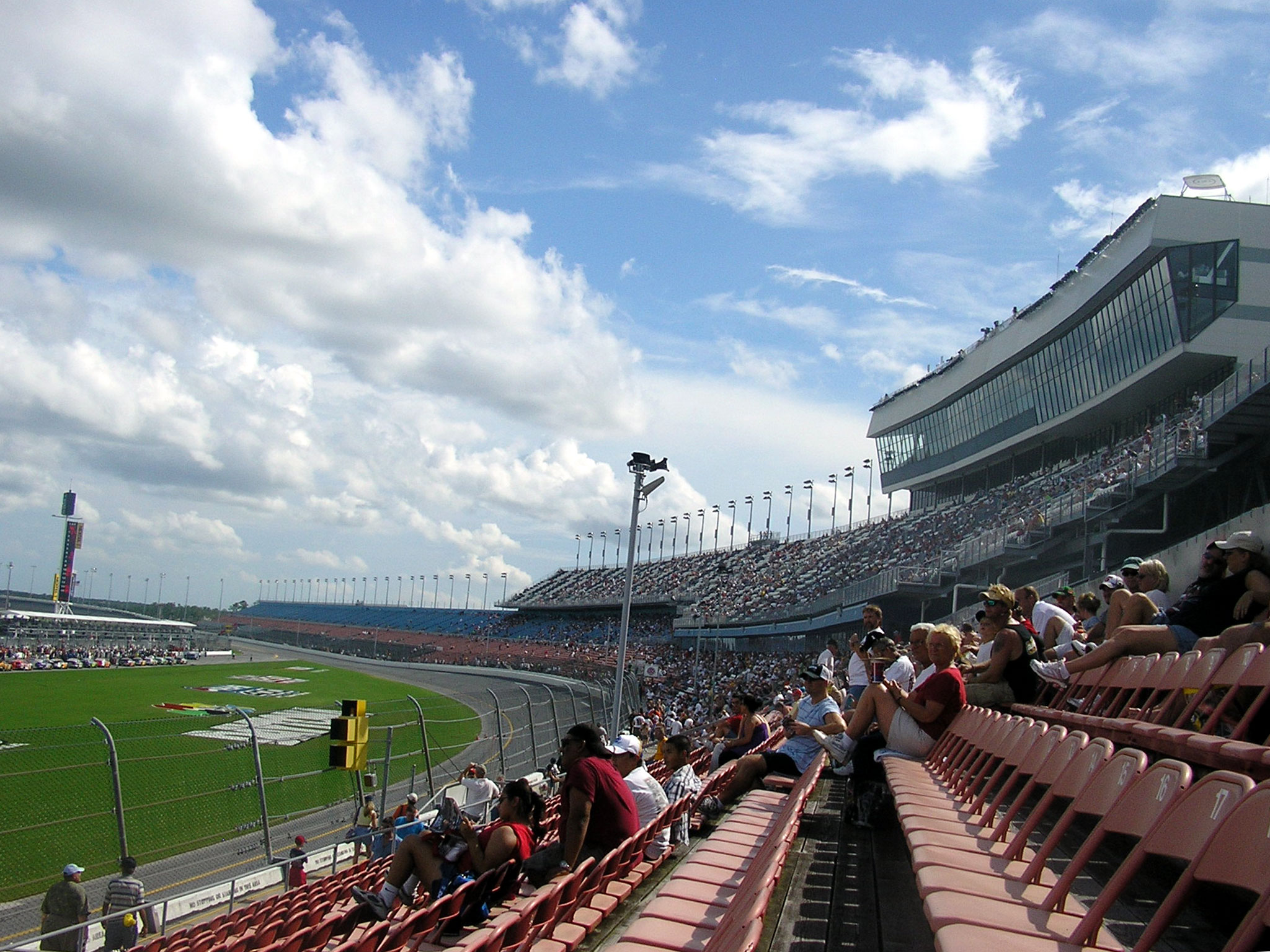
Le tribune

La NASCAR è stata fondata da Bill France Sr. e un piccolo gruppo di appassionati a Daytona Beach nel 1947. In origine l'evento principale della serie si teneva al Daytona Beach and Road Course. France iniziò a progettare un nuovo circuito per ospitarlo nel 1953. Il 16 agosto 1954 stipulò un accordo con le autorità cittadine per creare quello che divenne universalmente noto come "Daytona International Speedway". La costruzione cominciò il 25 novembre 1957. Le curve sopraelevate vennero realizzate con la terra scavata da un'area all'interno alla pista. Questo luogo poi si riempì d'acqua ed è diventato il Lake Lloyd (lago Lloyd). Il circuito aprì il 22 febbraio 1959 davanti a 41.000 persone. 
Il tracciato però non era ancora completo il giorno dell'apertura. Mancava il guard-rail e la pavimentazione della pista, e nel 1958 servivano soldi per completarne la costruzione, così France contattò la Coca-Cola per avere dei fondi. La Coca-Cola rispose che non sarebbe mai stato costruito in tempo per le gare, rifiutandogli l'aiuto. France allora contattò la Pepsi-Cola, andando alla loro sede in Carolina del Nord, dove ottenne il finanziamento. Per questa ragione sui circuiti NASCAR che la famiglia France possedeva sono state vendute solo bibite Pepsi e non Coca-Cola fino al 2008, quando la Pepsi ha deciso di sponsorizzare principalmente la Hendrick Motorsports. Coca-Cola decise di sponsorizzare la maggior parte dei circuiti indipendenti nonché la rivale Speedway Motorsports.
Dal 2008 Coca-Cola è diventata lo sponsor principale della maggior parte dei circuiti ISC (prorogando al 2017 un contratto decennale già attivo dal 1998, ma questa volta con molti più diritti).

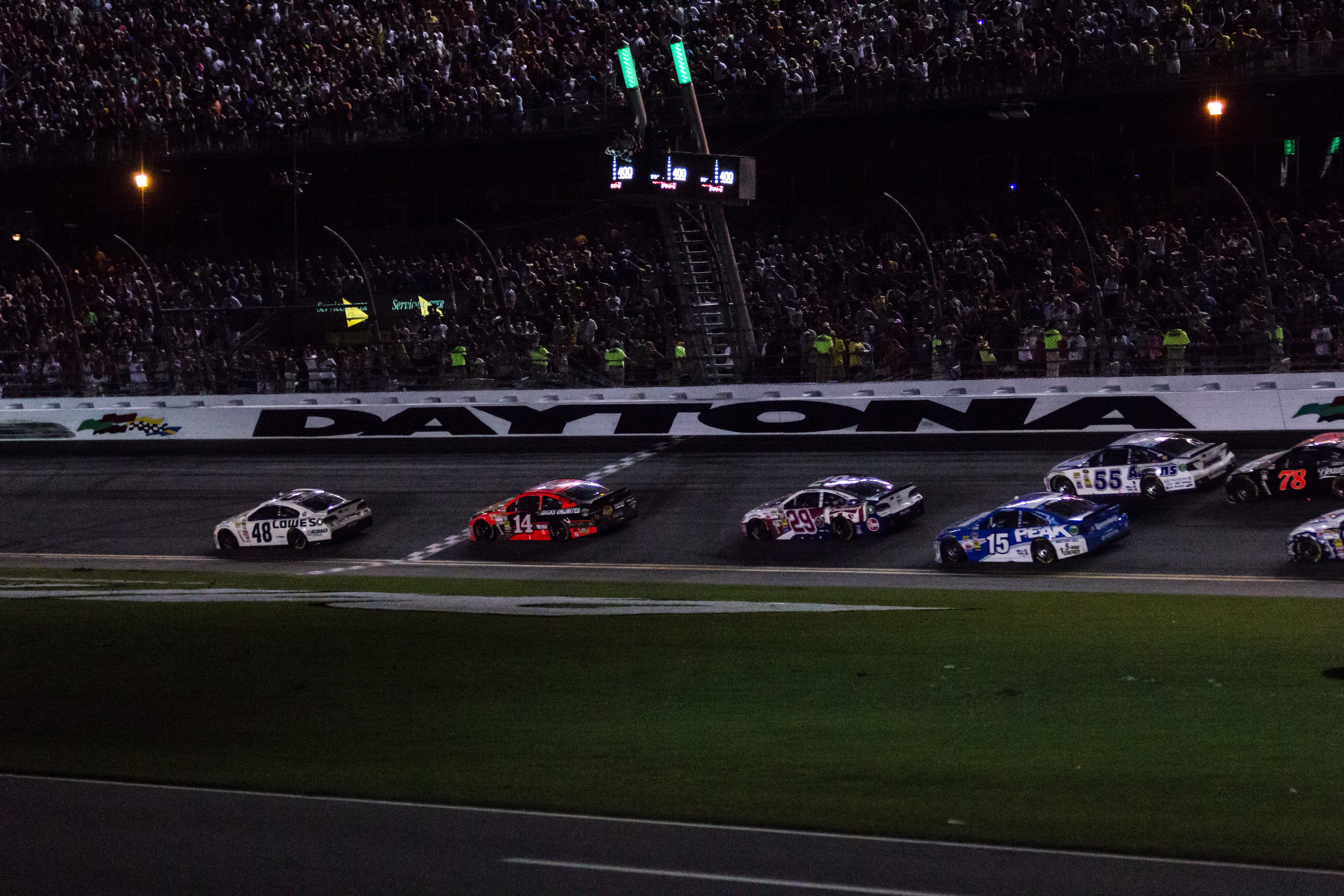
La Coke Zero 400 del 2013

Le luci per l'illuminazione notturna sono state installate nel 1998 così da far correre la Pepsi 400 di notte. La Musco Lighting è responsabile di questo evento; è stato per un certo periodo noto come The World's Largest Single Lighted Outdoor Sports Facility (cioè il più grande impianto d'illuminazione sportiva all'aperto del mondo) prima del sorpasso da parte del Losail International Circuit. La gara quell'anno è stata posticipata ad ottobre a causa del fumo di alcuni incendi verificatisi in estate, ma comunque da allora la Pepsi 400 (ora denominata Coke Zero Sugar 400) si è sempre tenuta di notte, sotto le luci artificiali.
Venne rifatta la rete di protezione due volte; nel 2000 un incidente distrusse la vecchia rete di protezione, che era di metallo fragile, e venne rifatta in acciaio indistruttibile. Nel 2009-2010 l'acciaio ha iniziato ad avere segni d'usura e venne costruita una nuova zona bandiere, in più venne sostituita la rete nei rettilinei; la rete è sempre in acciaio, ma molto più resistente. La pista venne riasfaltata due volte, nel 1978-1979 e nel 2010-2011; durante la Daytona 500 del 2010, infatti, una buca tra le curve 1 e 2 ha provocato due bandiere rosse, e la buca ha iniziato ad ampliarsi, portando alla decisione della riasfaltatura della pista.
Nel 2005 il circuito è stato riconfigurato per poter accogliere le motociclette. A causa del timore per una possibile usura irregolare delle gomme, i tratti sopraelevati dell'ovale, cioè le curve 1 e 2, sono state bypassate.
Era presente anche un museo chiamato Daytona 500 Experience, in cui a partire dal 2017 si è trasferita la Motorsports Hall of Fame of America.

### NASCAR

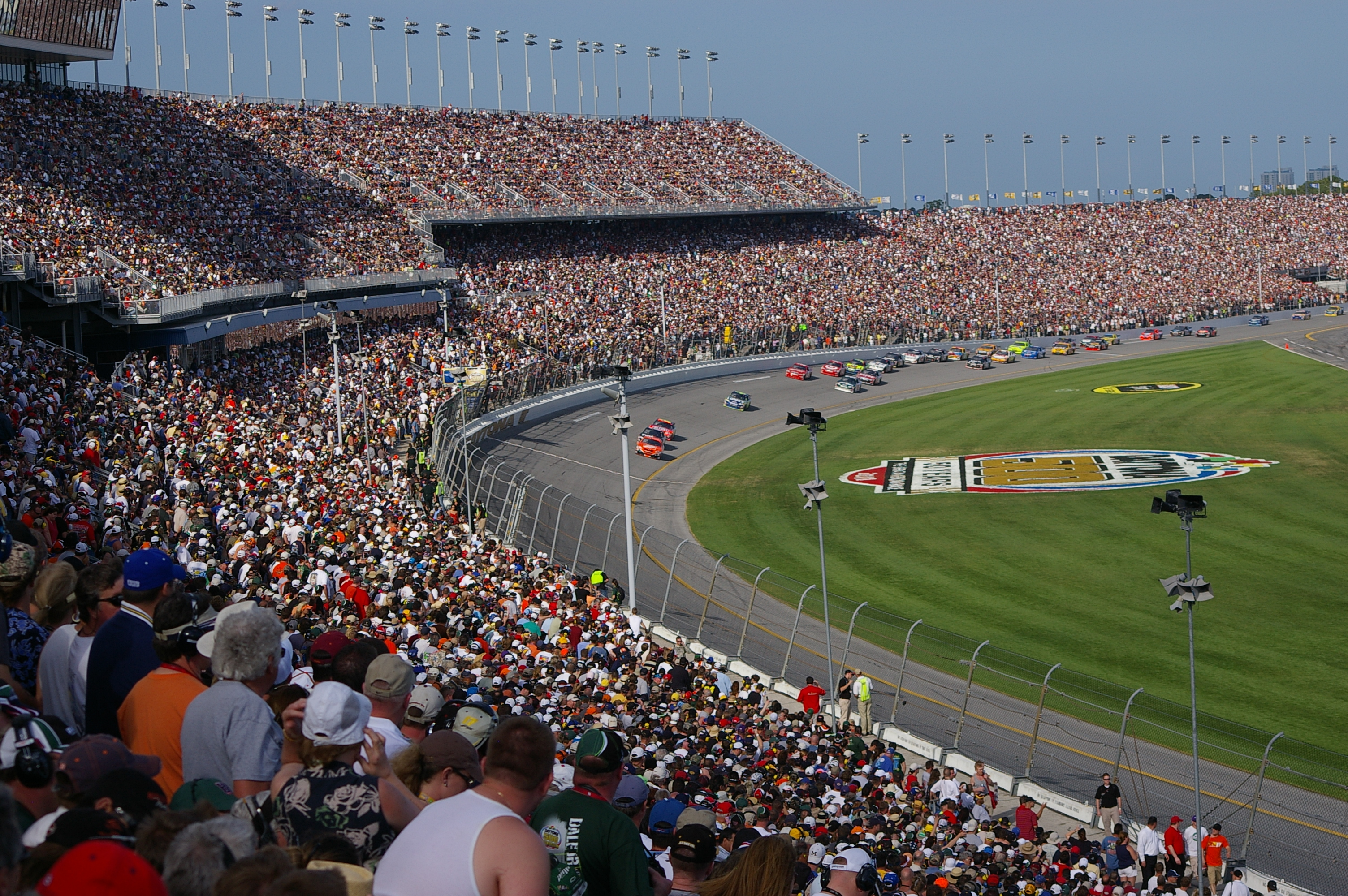
La Daytona 500 del 2008

La NASCAR disputa molte delle sue gare più importanti su questo tracciato. La stagione sportiva inizia a Daytona con i test. Il calendario di gare invece vede le Speedweeks aprire le danze, iniziando con la 24 Ore di Daytona, gara del campionato IMSA SportsCar. Verso metà febbraio inizia la NASCAR Cup Series con il Bluegreen Vacations Duel, un evento che consiste in due gare di qualificazione per la Daytona 500 che si svolgono il giovedì prima della gara. Il venerdì inizia la stagione della Craftsman Truck Series (dove corrono i pick-up) con la Fresh From Florida 250. La Xfinity Series (la lega minore di stock car) inizia il sabato con la Daytona 300. Le Speedweeks culminano con la Cup Series che disputa la Daytona 500, soprannominata "La Grande Corsa Americana" (The Great American Race). 
La Daytona 500 è la gara più importante della NASCAR, e si tiene tutti gli anni al Daytona International Speedway fin dall'inaugurazione dell'impianto nel 1959. Viene disputata dalle stock car su 200 giri, equivalenti a 500 miglia (805 km). La lista dei vincitori elenca, tra gli altri, Richard Petty, A.J. Foyt, Mario Andretti e Dale Earnhardt.
La Cup Series torna poi a Daytona a fine agosto per la Coke Zero Sugar 400, che dal 1998 si corre in notturna.
Il Daytona International Speedway è uno dei due tracciati della NASCAR Cup Series in cui si utilizzano air restrictor per rallentare le auto nella percorrenza delle grandi sopraelevate; l'altro circuito è il Talladega Superspeedway.

### Endurance

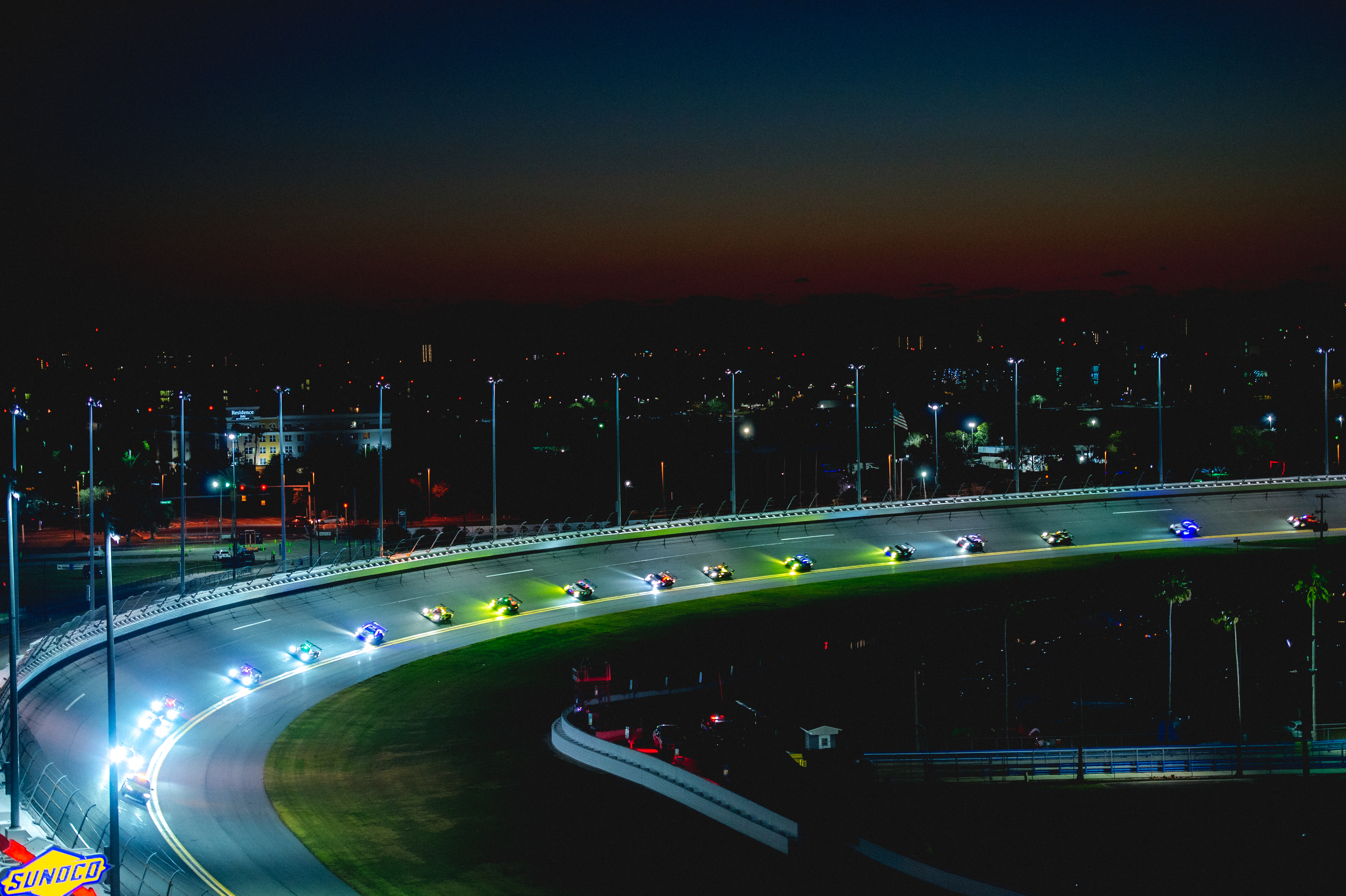
La 24 Ore di Daytona 2022

L'ultimo fine settimana di gennaio o il primo di febbraio si tiene qui la prima grande gara automobilistica dell'anno in Nord America, la 24 Ore di Daytona. Il percorso stradale ospitò inizialmente una gara di durata di tre ore chiamata Daytona Continental nel 1962. La lunghezza della gara divenne di 2.000 km nel 1964, e nel 1966 fu estesa alla durata di 24 ore. Fu nuovamente ridotta a sei ore nel 1972, per poi tornare a 24 ore dall'anno successivo. Mentre la più famosa 24 Ore di Le Mans si tiene in prossimità del solstizio d'estate, la gara di Daytona si svolge in inverno, il che significa che una  parte maggiore della gara si corre di notte. Il sistema di illuminazione della pista è limitato al 20% della sua potenza massima per mantenere le auto dipendenti dai fari. 

### IndyCar

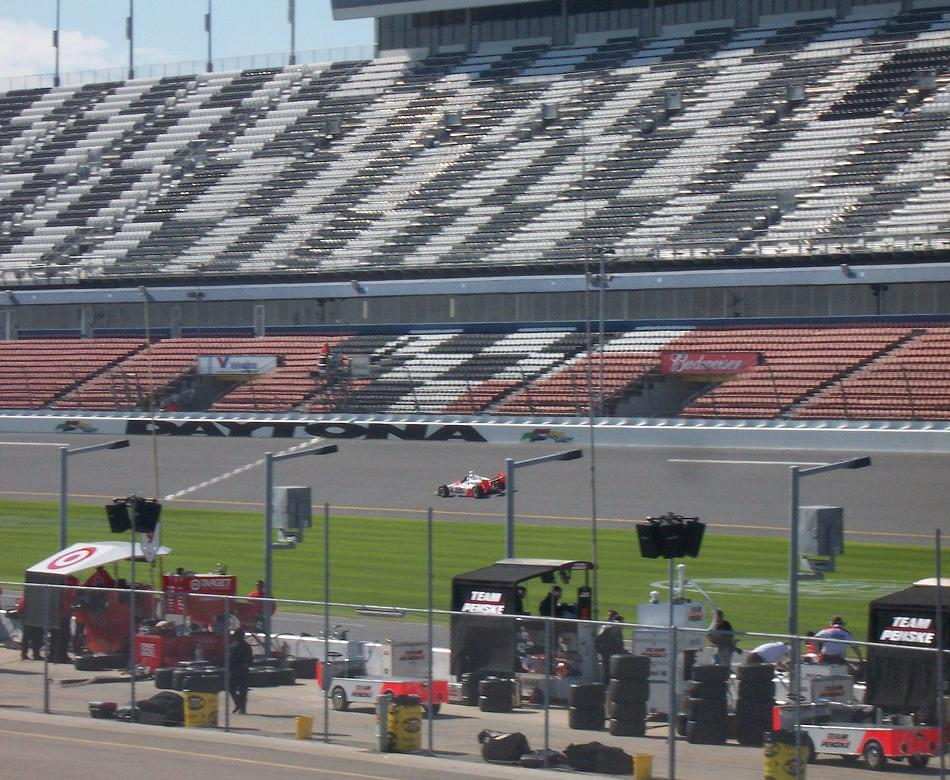
Un test delle IndyCar

Il 4 aprile 1959 il circuito ha ospitato una gara del campionato USAC di 100 miglia (160 km) che ha visto Jim Rathmann battere Dick Rathmann e Rodger Ward, a una velocità media di 170,26 mph (274,01 km/h), all'epoca la più veloce gara automobilistica di sempre.
Nei giorni 26 e 27 settembre 2006, la IndyCar ha tenuto una prova di compatibilità di 10 giri su un tracciato modificato di 2,73 miglia (4,39 km), e 12 giri sul circuito di 2,95 miglia (4,748 km) utilizzato dalle motociclette, facendo girare 5 piloti (Vítor Meira, Sam Hornish Jr., Tony Kanaan, Scott Dixon e Dan Wheldon). È stata la prima volta dal 1959 per le auto di Formula Indy, e la prima volta dal 1984 per auto a ruote scoperte.
Il 31 gennaio e 1º febbraio 2007 la IndyCar ha tenuto un nuovo test con 17 partecipanti. Non ci sono stati annunci ufficiali, ma è noto che si stava cercando di organizzare una gara su questo tracciato.

### Altre competizioni

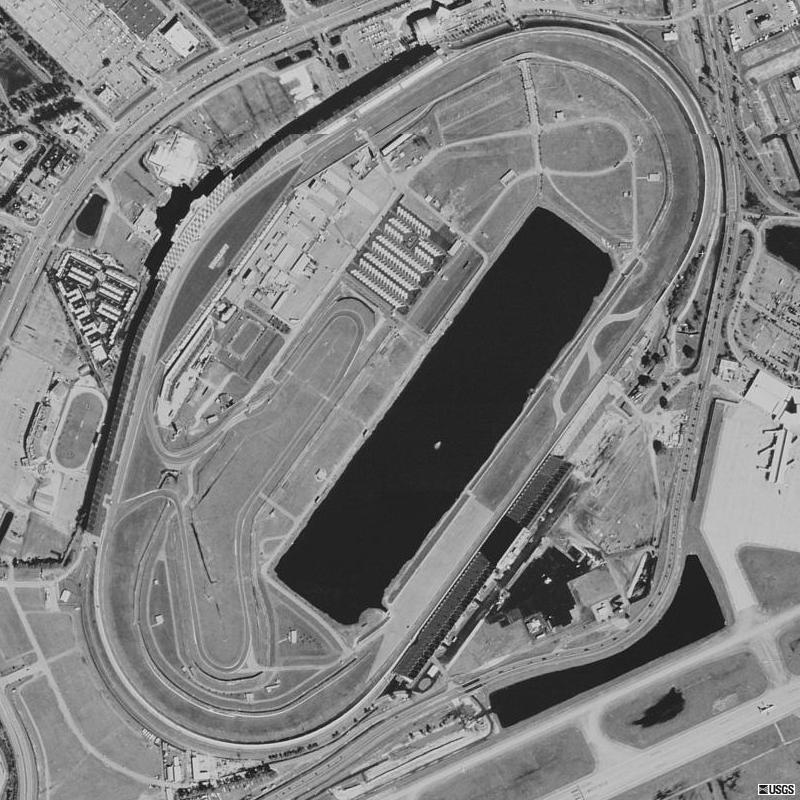
Ortofoto del Daytona International Speedway

In passato il circuito ha ospitato gare di altre serie motoristiche, come il motomondiale che vi ha fatto tappa nel 1964 e nel 1965 disputando il GP degli Stati Uniti. In occasione della prova del 1964, prima della gara Mike Hailwood su MV Agusta ha battuto anche il record di velocità motociclistico dell'ora con una media di 231,9 km/h.

### Incidenti mortali
Molti noti piloti partecipanti, tra cui Dale Earnhardt, hanno avuto conseguenze mortali da incidenti in auto, motocicletta e powerboat durante gare al Daytona International Speedway. Queste morti hanno avuto l'attenzione dei media e hanno portato a molti studi sulla sicurezza. Frutto di questi studi sono nuovi sedili, cinture, sistemi di allaccio del casco (o per tenerlo fermo in caso di incidente), muri capaci di assorbire meglio gli urti e altri miglioramenti in funzione della sicurezza.

## Mappe del circuito

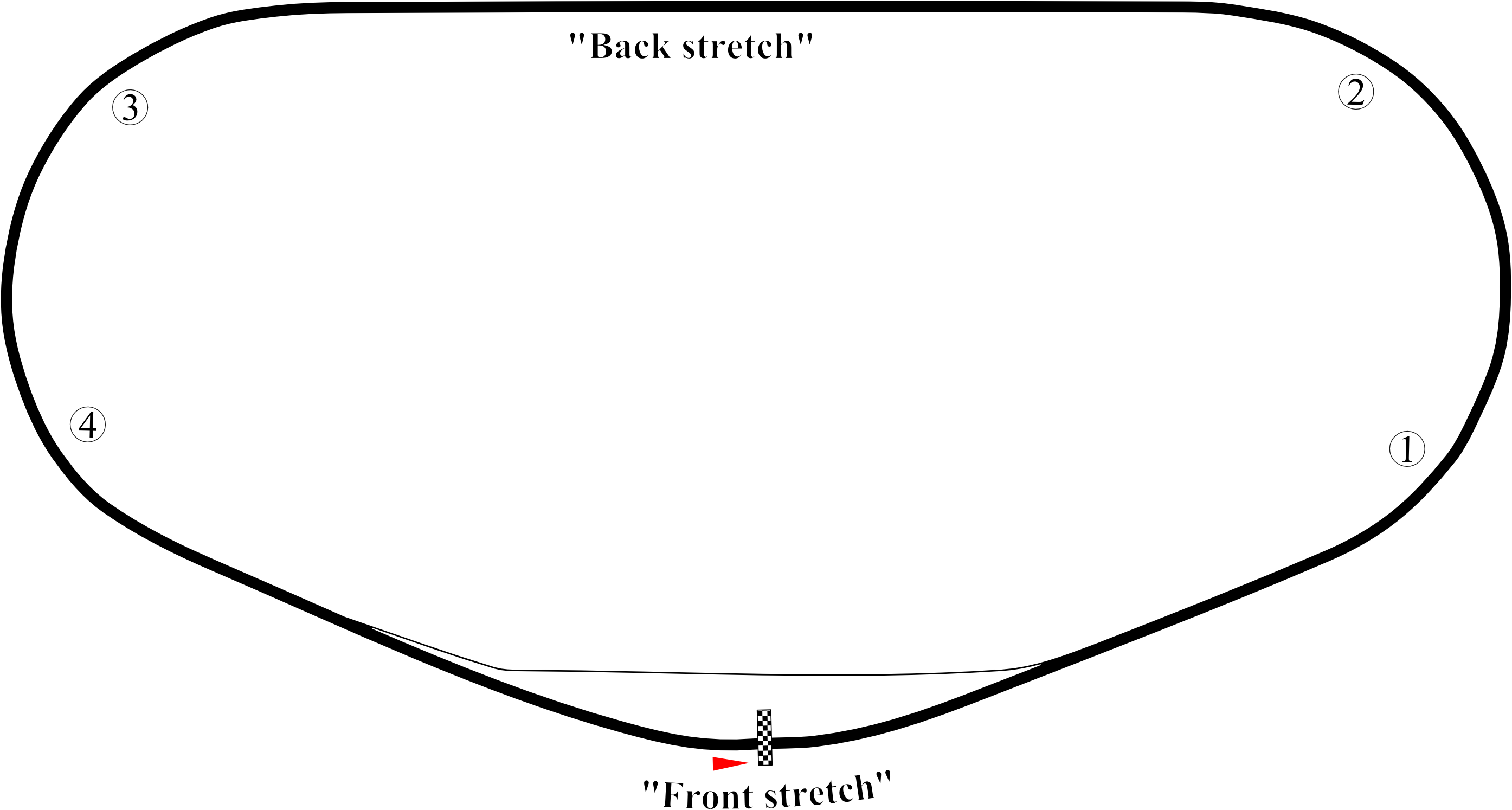
Il tri-ovale (4,023 km)
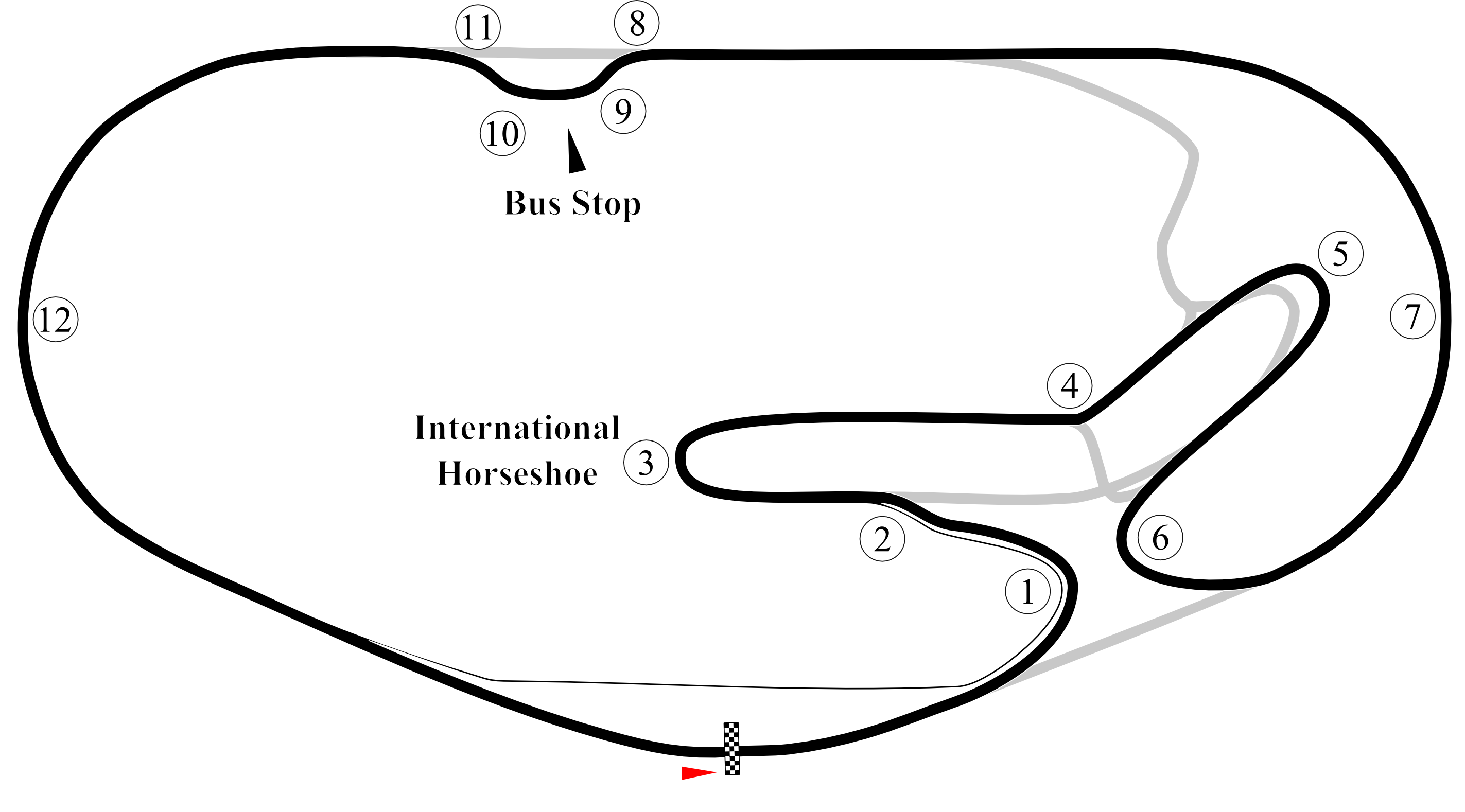
Il circuito utilizzato nella 24 Ore di Daytona (5,729 km)
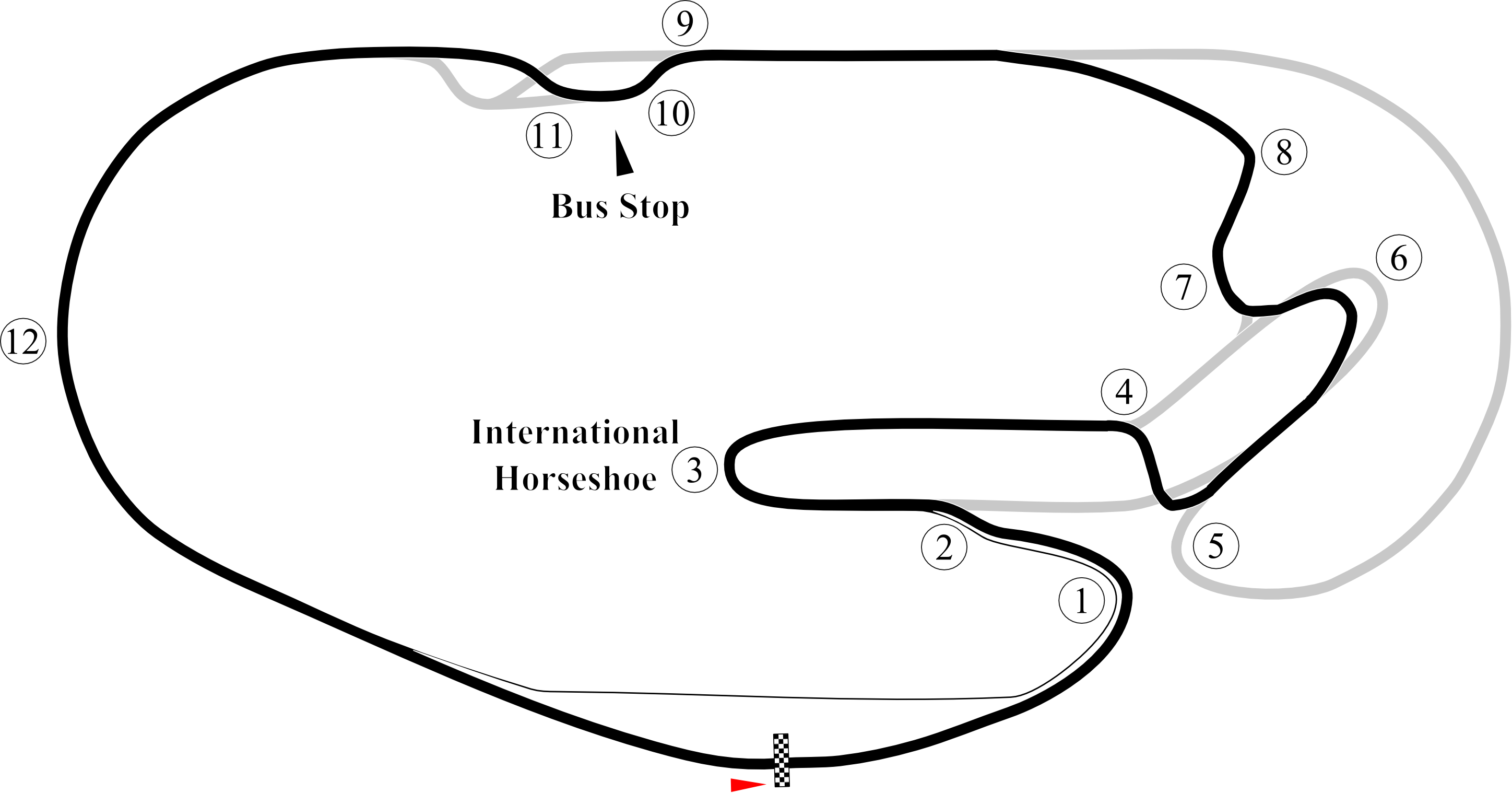
Il circuito motociclistico (4,748 km)
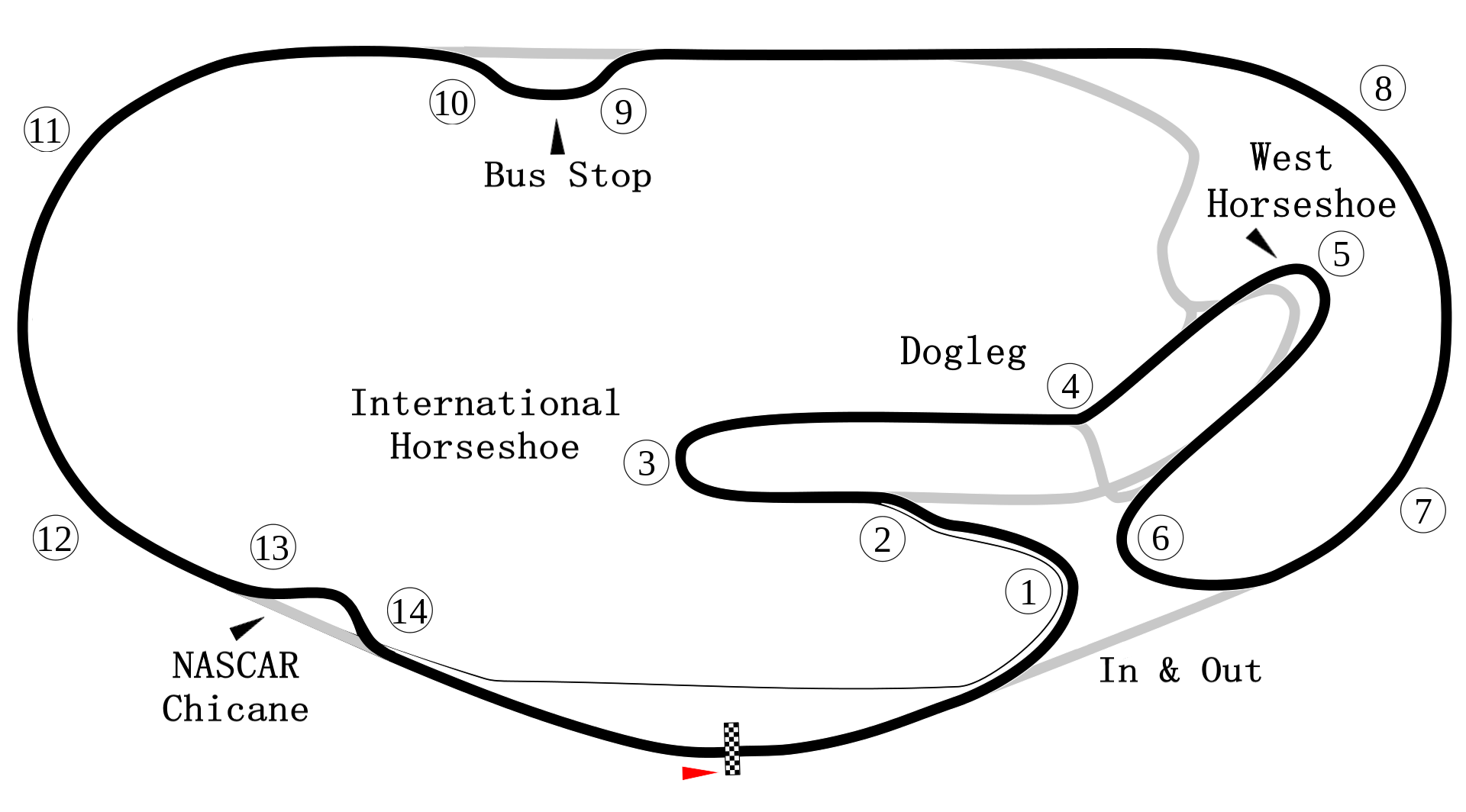
Il circuito stradale utilizzato dalla NASCAR nel 2020 e nel 2021 (5,745 km)

## Gare disputate attualmente
- NASCAR (gare di stock car)
  - Cup Series - Bluegreen Vacations Duel
  - Cup Series - Daytona 500 - "The Great American Race"
  - Cup Series - Coke Zero Sugar 400
  - Xfinity Series - Daytona 300
  - Xfinity Series - Wawa 250
  - Craftsman Truck Series - Fresh From Florida 250
- ARCA (gare di stock car)
  - Daytona ARCA 200
- Sports car
  - 24 Ore di Daytona
  - SCCA Club racing
- AMA (gare di moto)
  - Daytona 200 (Superbike)
  - Daytona Supercross (Motocross)

## Record
| Record                        | Anno | Data        | Pilota              | Costruttore | Tempo   | Velocità media             |
| ----------------------------- | ---- | ----------- | ------------------- | ----------- | ------- | -------------------------- |
| NASCAR Cup Series             |      |             |                     |             |         |                            |
| Qualifica                     | 1987 | 9 febbraio  | Bill Elliott        | Ford        | 42.783  | 210,364 mph (338,548 km/h) |
| Gara (500 miglia)             | 1980 | 17 febbraio | Buddy Baker         | Oldsmobile  | 2:48:55 | 177,602 mph (285,823 km/h) |
| Gara (400 miglia)             | 1980 | 4 luglio    | Bobby Allison       | Mercury     | 2:18:21 | 173,473 mph (279,178 km/h) |
| NASCAR Xfinity Series         |      |             |                     |             |         |                            |
| Qualifica                     | 1987 |             | Tommy Houston       | Buick       | 46.298  | 194,389 mph (312,839 km/h) |
| Gara (300 miglia)             | 1985 | 16 febbraio | Geoff Bodine        | Pontiac     | 1:54:33 | 157,137 mph (252,887 km/h) |
| Gara (250 miglia)             | 2003 | 4 luglio    | Dale Earnhardt, Jr. | Chevrolet   | 1:37:35 | 153,715 mph (247,380 km/h) |
| NASCAR Craftsman Truck Series |      |             |                     |             |         |                            |
| Qualifiche                    | 2015 | 20 febbraio | Spencer Gallagher   | Chevrolet   | 47.332  | 190,146 mph (306,010 km/h) |
| Gara (250 miglia)             | 2006 | 17 febbraio | Mark Martin         | Ford        | 1:42:18 | 146,622 mph (235,965 km/h) |

La statua di Dale Earnhardt

- Maggior numero di vittorie al Daytona International Speedway: Dale Earnhardt, 34[7]
  - 1 vittoria - NASCAR Cup Series Daytona 500
  - 2 vittorie - NASCAR Cup Series Pepsi 400
  - 6 vittorie - NASCAR Cup Series Budweiser Shootout
  - 12 vittorie - NASCAR Cup Series Twin 125s
  - 7 vittorie - NASCAR Xfinity Series Goody's/NAPA 300
  - 6 vittorie - International Race of Champions